# Team Sunweb (Frauenradsport)/Saison 2017
Dieser Artikel listet den Kader und die Erfolge des UCI Women’s Teams Sunweb in der Straßenradsport-Saison 2017.

## Mannschaft
| Teamkader 2017           | Teamkader 2017    | Teamkader 2017         | Teamkader 2017                          |
| Name                     | Geburtsdatum      | Land                   | Vorheriges Team                         |
| ------------------------ | ----------------- | ---------------------- | --------------------------------------- |
| Lucinda Brand            | 2. Juli 1989      | Niederlande            | Rabo Liv Women (2016)                   |
| Ellen van Dijk           | 11. Februar 1987  | Niederlande            | Boels Dolmans (2016)                    |
| Leah Kirchmann           | 30. Juni 1990     | Kanada                 | Optum-Kelly Benefit Strategies (2015)   |
| Juliette Labous          | 4. November 1998  | Frankreich             | VC Morteau Montbenoit (2016)            |
| Liane Lippert            | 13. Januar 1998   | Deutschland            |                                         |
| Floortje Mackaij         | 18. Oktober 1995  | Niederlande            |                                         |
| Coryn Rivera             | 26. August 1992   | Vereinigte Staaten     | UnitedHealthcare Women's Team (2016)    |
| Rozanne Slik             | 21. April 1991    | Niederlande            | Parkhotel Valkenburg Continental (2015) |
| Julia Soek               | 12. Dezember 1990 | Niederlande            | Sengers (2013)                          |
| Sabrina Stultiens        | 8. Juli 1993      | Niederlande            | Rabo Liv Women (2014)                   |
| Molly Weaver             | 15. März 1994     | Vereinigtes Königreich | Matrix Fitness Pro Cycling (2015)       |
|                          |                   |                        |                                         |
| Quelle: Cycling Archives |                   |                        |                                         |

## Erfolge
| Siege    | Siege                                                                   | Siege                  | Siege  | Siege           | Siege |
| Datum    | Rennen                                                                  | Staat                  | Klasse | Siegerin        |       |
| -------- | ----------------------------------------------------------------------- | ---------------------- | ------ | --------------- | ----- |
| 25. Feb. | Omloop Het Nieuwsblad                                                   | Belgien                | 1.1    | Lucinda Brand   |       |
| 19. Mär. | Trofeo Alfredo Binda                                                    | Italien                | 1.WWT  | Coryn Rivera    |       |
| 2. Apr.  | Flandern-Rundfahrt                                                      | Belgien                | 1.WWT  | Coryn Rivera    |       |
| 5. Apr.  | Healthy Ageing Tour, 1. a Etappe                                        | Niederlande            | 2.2    | Ellen van Dijk  |       |
| 9. Apr.  | Healthy Ageing Tour, Gesamtwertung                                      | Niederlande            | 2.2    | Ellen van Dijk  |       |
| 13. Mai  | Tour of California - women, 3. Etappe                                   | Vereinigte Staaten     | 2.WWT  | Coryn Rivera    |       |
| 20. Mai  | Grand Prix cycliste de Gatineau                                         | Kanada                 | 1.1    | Leah Kirchmann  |       |
| 7. Jul.  | Giro d'Italia Women, 8. Etappe                                          | Italien                | 2.WWT  | Lucinda Brand   |       |
| 9. Jul.  | Tour de Feminin - Krásná Lípa, 4. Etappe                                | Tschechien             | 2.2    | Juliette Labous |       |
| 29. Jul. | RideLondon Classique                                                    | Vereinigtes Königreich | 1.WWT  | Coryn Rivera    |       |
| 3. Aug.  | European Road Cycling Championships - Women ITT                         | Dänemark               | CC     | Ellen van Dijk  |       |
| 5. Aug.  | Erondegemse Pijl                                                        | Belgien                | 1.2    | Julia Soek      |       |
| 17. Aug. | Tour of Scandinavia, Prolog                                             | Norwegen               | 2.WWT  | Ellen van Dijk  |       |
| 17. Sep. | championnat du monde féminin du contre-la-montre par équipes de marques | Norwegen               | CM     | Sunweb          |       |